# 啟德花園
啟德花園（英語：Kai Tak Garden），前身為啟德邨，位於香港九龍黃大仙，為香港房屋協會「住宅發售計劃」中的屋苑，由王歐陽設計，總承建商為金門建築。

## 屋苑資料

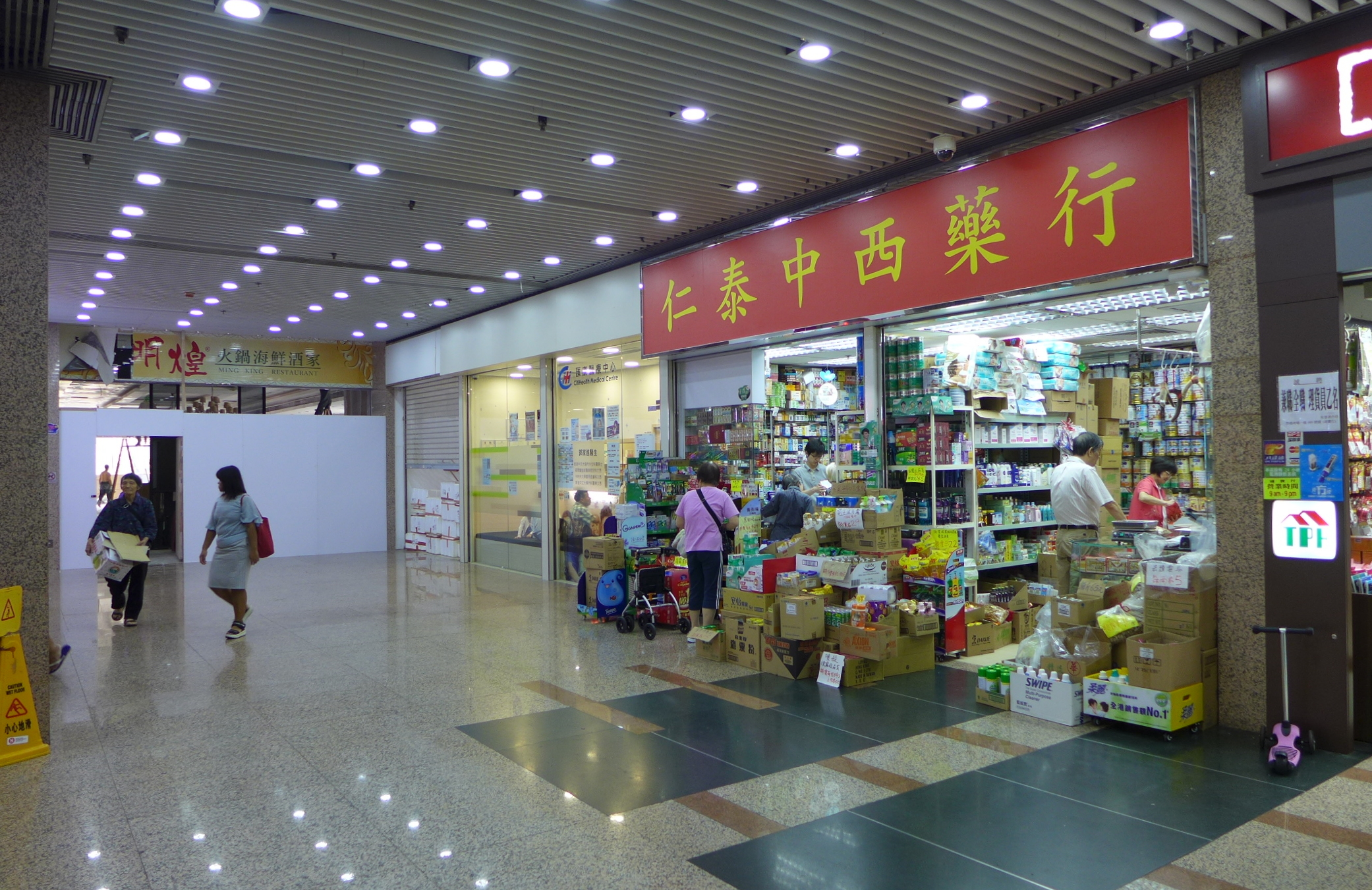
啟德花園商場

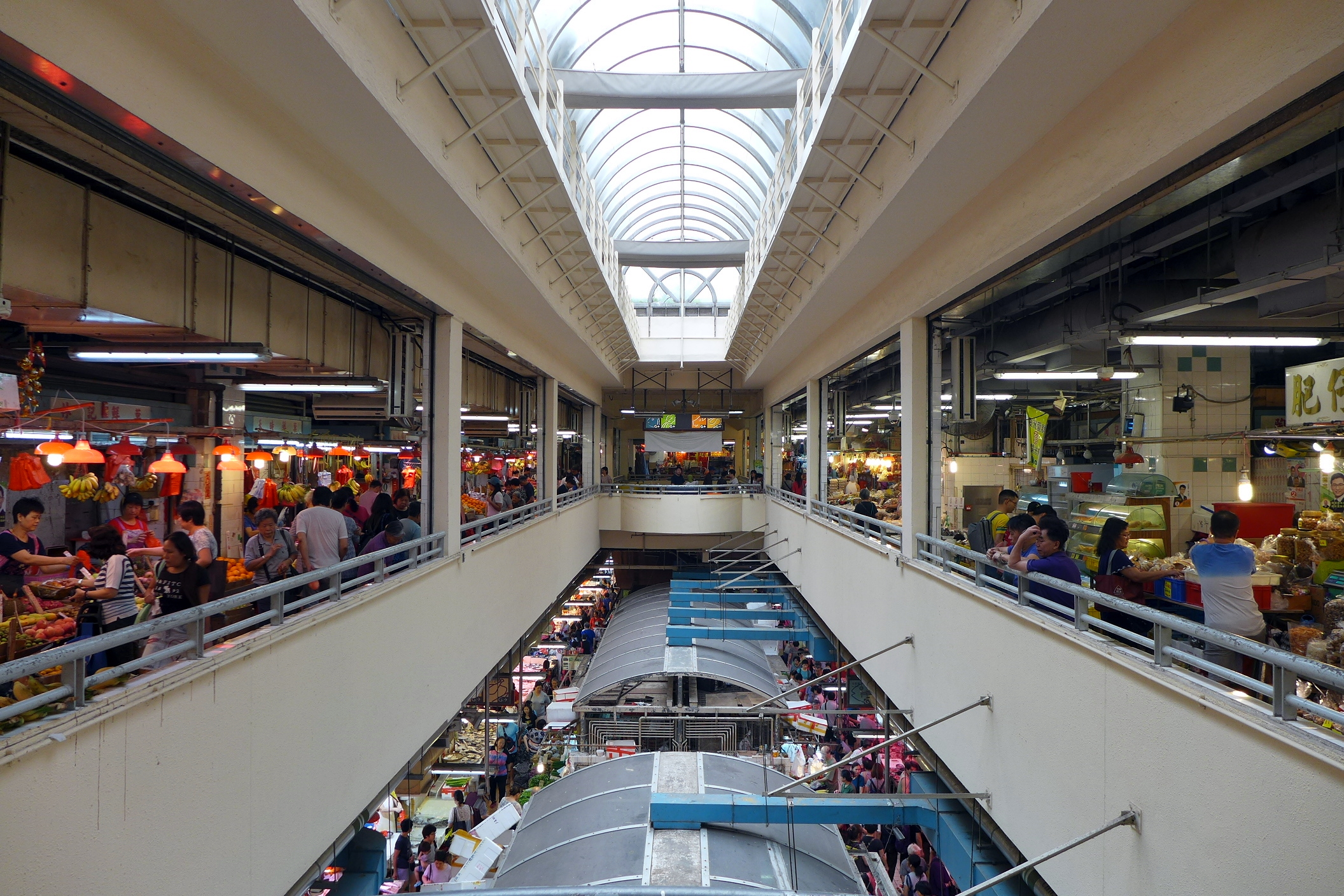
大成街街市中庭

啟德花園是一個全部出售的屋苑，共有5座，全數為「住宅發售計劃」中的樓宇。按照批地條款要求，下層要設有停車場、大成街街市、熟食市場、食物環境衞生署黃大仙區環境衞生辦事處等政府設施，政府並補回5倍面積給房協用作增加商住單位的供應，另外在第二期設有商場（名為啟德商場，前稱啟德花園購物商場），設有超級市場、酒樓等商舖，二樓是平台花園及管理處辦公室。
啟德花園分為兩期，第一期為第1至第3座，在1997年6月與居屋一同公開發售，1998年落成。第二期為第4及第5座，於2001年落成，原訂於2003年劃入「居屋第24期乙」發售。然而，因「孫九招」的緣故，該期的住宅曾經丟空一段時間，直到2007年6月自行公開發售為止。

### 樓宇
| 樓宇名稱（座號） | 門牌號碼    | 樓宇類別               | 落成年份 | 層數 | 每層伙數 | 單位數目（伙） | 備註                                     | 提供升降機的廠商  | 期數 |
| ---------------- | ----------- | ---------------------- | -------- | ---- | -------- | -------------- | ---------------------------------------- | ----------------- | ---- |
| 第1座            | 彩虹道121號 | 資助房屋：住宅發售計劃 | 1998年   | 36   | 8        | 288            | 不包括地庫、地下及1樓至3樓               | 奧的斯            | 1    |
| 第2座            | 彩虹道121號 | 資助房屋：住宅發售計劃 | 1998年   | 36   | 8        | 288            | 不包括地庫、地下及1樓至3樓               | 奧的斯            | 1    |
| 第3座            | 彩虹道121號 | 資助房屋：住宅發售計劃 | 1998年   | 26   | 8        | 208            | 不包括地庫、地下及1樓至4樓               | 奧的斯            | 1    |
| 第4座            | 彩虹道121號 | 資助房屋：住宅發售計劃 | 2001年   | 33   | 8        | 264            | 不包括第一層至第二層地庫、地下及1樓至4樓 | 英國通用電氣-捷運 | 2    |
| 第5座            | 彩虹道121號 | 資助房屋：住宅發售計劃 | 2001年   | 26   | 8        | 208            | 不包括第一層至第二層地庫、地下及1樓至4樓 | 英國通用電氣-捷運 | 2    |

## 管理資料
由房協負責，惟服務欠佳屢受業主指責。管理處職員多次不出席業委會會議，公然違反公契規定，在未有徵詢業主意見下，強行動用管理費用。
在2009年1月17日啟德花園平台舉行的業主大會中已經議決通過成立業主立案法團及委任第一屆管理委員會。
在2013年3月31日房協正式辭任啟德花園住宅部份管理公司一職。
在2013年4月1日由山東誠信行集團成員的天怡物業顧問有限公司接任為啟德花園住宅部份管理事務。